# Qormi Football Club
El Qormi FC es un equipo de fútbol de Malta que milita en la Primera División de Malta, la segunda liga de fútbol más importante del país.

## Historia
Fue fundado en el año 1961 en la ciudad de Qormi tras la fusión de los equipos Qormi Youngsters y Qormi United; y se afilió a la Asociación de Fútbol de Malta como el principal equipo del país en cuanto a miembros, ya que cuenta con 200 miembros afiliados.
Es reconocido debido a que algunas temporadas han sido un equipo yo-yo, cambiando de categoría constantemente, militando en la máxima categoría por primera vez en la temporada 2008/09, aunque solamente estuvieron un año en ella.

## Palmarés
- Segunda División de Malta: 3

1968/69, 1972/73, 2005/06
- Primera División de Malta: 1

2017/18

## Gerencia
- Presidente: Franz Vassallo
- Gerente de Operaciones: Matthew Fenech
- Vice-Presidente Jefe de Enfermería: Victor Camilleri
- Vice-Presidente Coordinador de Proyectos: Emmanuel Bonnici
- Secretario: Marco Ciantar
- Asistente del Secretario: Pierre Apap
- Tesorero: Christian Briffa
- Asistente del Tesorero: Manuel Scichluna
- Jefe de Patrocinadores y Mercadeo: Nicholas Mamo
- Oficial de Actividades: Nicholas Mamo
- Miembro: Mario Scerri

## Entrenadores
- Jesmond Zerafa (2007–2010)[3]
- Vince Carbonaro (2009-2010)[3]
- Stephen Azzopardi (junio de 2010-2012)[4]
- Jesmond Zerafa (2012-2013)[5]
- Tommaso Volpi (2013)[6]
- Karel Zeman (2014)
- Josef Mansueto (mayo de 2014-febrero de 2015)[7][8]
- Mark Miller (2015)[9]
- Jesmond Zerafa (2015)[10]
- Johann Scicluna (2015-2016)[11]
- Brian Spiteri (2016-2018)[12]
- Mario Muscat (2018-presente)[1]